# Herta J. Enevoldsen
Herta J. Enevoldsen (født 1915 i Jelling, død 1997) var en dansk forfatter, der primært skrev romantiske bøger om historiske personer for børn og unge.
Bland Enevoldsens mest kendte bøger er de to bøger om dronning Caroline Mathilde og dennes forhold til livlægen Struensee samt ligeledes to bøger om kong Christian IV's datter Leonora Christina, begge udkommet nyredigerede og i genoptryk fra forlaget Gyldendal i 2013. En stor del af Enevoldsens bøger har kvindelige hovedpersoner fra danmarkshistorien
Enevoldsen var hjemmegående husmor, da hun begyndte at skrive sine romaner som føljetoner i Hjemmet i 1950’erne og 60’erne. Senere, i 1970'erne og 80'erne, blev romanerne udgivet i samlet form som bøger, der fik stor læsersucces.